# Никифор Жарковић
Никифор Жарковић (рођен у другој половини 18. века -  умро 1836) био је српски сликар и иконописац.

## Биографија
Године 1828. је забележено да поседује имовину у виду куће и плаца у Модошу (данас Јаша Томић), а приликом пописа записан је као Нића (Нитyа). Локални живаљ га је знао под називом „Нића молер“. Године 1805. родио му се син Јефта (Јефтимије). Жарковићева кућа је након његове смрти откупљена од стране српске црквене општине, да би потом једно време била коришћена као школа. Име Никифора Жарковића налази се међу пренумерантима за књигу Доситеја Обрадовића Мезимац из 1818. године.

## Дело
Најстарији датирани рад Никифора Жарковића је из 1809. године, а хронолошки потом следи икона Распећа из 1810. године, која се данас чува у Народном музеју у Зрењанину. Ова икона је рађена у духу позног барока са одређеном дозом класицистичке строгости. Цртачке слабости Никифор је на овој слици надокнађивао богатијим колоритом, слободнијим третирањем тона и израженијом позадинском архитектуром. Претпоставка је да је 1812. године радио иконе на дверима и троновима за модошку цркву, али пошто оне нису сачуване, бар не у изворном облику, тешко је данас то потврдити. У модошкој цркви се чува и неколико целивајућих икона овог молера које до данас нису проучене. Опусу Никифора Жарковића можемо додати и икону која се чува при цркви у Радимни (данас Румунија), као и један могући рад (икона Свети Киријак Отшелник) из цркве у Новом Козјаку.
Поред сликања икона Никифор Жарковић се посвећивао и изради портрета. У Галерији Матице српске данас се чува портрет Арсенија Натароша из 1821. године, који је рађен у класицистичком маниру. Поред ове слике познато је да је израдио портрет Доситеја Обрадовића за модошког пароха Василија Гаћанског (умро 1837). Он се чувао у породици Гаћански све до 1936. године. Тадашњи власник др Бранислав Гаћански који је у то време био професор на Медицинском факлутету у Београду поклонио је слику Другој женској гимназији и од тада јој се губи сваки траг.